# Ермухаметово
Ермухаметово (баш. Йәрмөхәмәт) — село в Туймазинском районе Республики Башкортостан Российской Федерации. Входит в состав Кандринского сельсовета.

## География

### Географическое положение
Расстояние до:
- районного центра (Туймазы): 40 км,
- центра сельсовета (Кандры): 5 км,
- ближайшей ж/д станции (Кандры): 7 км.

## История
Деревню основали башкиры-вотчинники д. Касаево Еланской волости, принятые канлинцами по договору от 14 июля 1738 г. «для поселения при р. Кармасан и другим урочищам». Вместе с еланцами в её создании участвовали бывшие башкиры-вотчинники села Тугузлы Айлинской волости  Троицкого уезда. Последние составляли подавляющее большинство жителей села. К 1846 г. был жив ветеран Отечественной войны 1812 г., зауряд-есаул Имангул Юсупов, 1779 года рождения, сын юртового старшины Юсупа Кусяпова (1755-1812). Имангул Ю. воевал в составе 11-го башкирского полка. Его сыновья Мухаметгарей (1821 г.р.),  Арслангарей(1832 г.р), Саитгарей (1833 г.р), Якуп (1837 г.р.), Мухаметзариф (1846 г.р.).
Юсуп Кусяпов предок писателя Кутдусова Наиля: Юсуп Кусяпов - Гайнан Юсупов (1809 г.р.) - Кутдус Гайнанов (1844-1917) - Якуп Кутдусов (1907-1982) - Наиль Кутдусов (1941-1995).
В 1859 году согласно ревизской сказке в деревне проживали 398 человек мужского пола, 397 женского пола башкирской национальности.
В 1843 г. 499 башкир засеяли 472 пуда озимого и 2328 пудов ярового хлеба.
До 2008 года село входило в состав Старокандринского сельсовета.

## Население
| 2002 | 2009 | 2010 |
| ---- | ---- | ---- |
| 709  | ↗710 | ↘651 |

Национальный состав
Согласно переписи 2002 года, преобладающая национальность — башкиры (79 %).

## Известные уроженцы
- Кутдусов, Наиль Якупович, (1941-1995), доктор сельскохозяйственных наук (1993), член союза писателей Башкирской АССР (1978), награды: орден "Дружбы народов" (1980), медаль "За трудовое отличие".
- Мударисов, Салават Гумерович, (род. 29 июля 1969 г.р.), Академик Академии наук Республики Башкортостан (2024), доктор технических наук (2007), профессор (2011), заведующий кафедрой Башкирского государственного аграрного университета (с 1997 г.), заслуженный деятель науки Республики Башкортостан (2024).